# Campionato mondiale di hockey su ghiaccio 1957
Il 24º Campionato mondiale di hockey su ghiaccio, valido anche come 35º campionato europeo di hockey su ghiaccio, si tenne nel periodo fra il 24 febbraio e il 5 marzo 1957 per la prima volta nella città di Mosca, capitale dell'Unione Sovietica, sede per la prima volta di un campionato mondiale. Furono gli ultimi mondiali a disputarsi su piste all'aperto, su tre piste ricavate all'interno dello Stadio Centrale Lenin, dello Stadio Dinamo e nel Palazzo dello sport dello Stadio Centrale Lenin. Al via si presentarono otto squadre, e a causa delle ripercussioni suscitate dall'invasione dell'Ungheria del 1956 molte nazioni del blocco occidentale disertarono l'evento, inclusi gli Stati Uniti e il Canada. Fra i favoriti, oltre ai padroni di casa dell'Unione Sovietica, si presentarono la Svezia e la Cecoslovacchia.
Il torneo si disputò in un unico girone all'italiana, e fu la Svezia a portare a casa il secondo titolo mondiale vincendo a sorpresa l'incontro decisivo contro l'Unione Sovietica davanti ad oltre 55.000 spettatori, record mondiale battuto solo nel 2001; la Cecoslovacchia conquistò la medaglia di bronzo.
Per la prima volta dopo la fine della seconda guerra mondiale tornò a disputare un mondiale il Giappone, mentre per quest'anno non si disputò il mondiale Gruppo B.

## Girone finale
| Mosca 24 febbraio 1957, ore 13:30 | Svezia | 11 – 1 (5-0; 5-0; 1-1) | Germania Est | Palazzo dello Sport |

| Mosca 24 febbraio 1957, ore 17:00 | Unione Sovietica | 16 – 0 (4-0; 6-0; 6-0) | Giappone | Palazzo dello Sport |

| Mosca 24 febbraio 1957, ore 19:00 | Finlandia | 5 – 3 (2-1; 1-1; 2-1) | Polonia | Stadio Dinamo |

| Mosca 24 febbraio 1957, ore 21:00 | Cecoslovacchia | 9 – 0 (4-0; 2-0; 3-0) | Austria | Stadio Dinamo |

| Mosca 25 febbraio 1957, ore 17:00 | Cecoslovacchia | 15 – 1 (6-1; 5-0; 4-0) | Germania Est | Palazzo dello Sport |

| Mosca 25 febbraio 1957, ore 19:00 | Unione Sovietica | 11 – 1 (4-0; 4-0; 3-1) | Finlandia | Palazzo dello Sport |

| Mosca 25 febbraio 1957, ore 21:00 | Svezia | 8 – 3 (1-1; 3-0; 4-2) | Polonia | Stadio Dinamo |

| Mosca 26 febbraio 1957, ore 19:30 | Austria | 3 – 3 (2-0; 0-3; 1-0) | Giappone | Palazzo dello Sport |

| Mosca 27 febbraio 1957, ore 17:00 | Finlandia | 5 – 3 (3-1; 3-1; 1-1) | Germania Est | Stadio Centrale Lenin |

| Mosca 27 febbraio 1957, ore 19:00 | Cecoslovacchia | 0 – 2 (0-0; 0-1; 0-1) | Svezia | Stadio Centrale Lenin |

| Mosca 27 febbraio 1957, ore 19:30 | Polonia | 8 – 3 (3-0; 5-1; 0-2) | Giappone | Stadio Dinamo |

| Mosca 27 febbraio 1957, ore 21:30 | Unione Sovietica | 22 – 1 (9-0; 10-0; 3-1) | Austria | Stadio Dinamo |

| Mosca 28 febbraio 1957, ore 19:30 | Unione Sovietica | 10 – 1 (1-0; 4-1; 5-0) | Polonia | Palazzo dello Sport |

| Mosca 28 febbraio 1957, ore 21:00 | Cecoslovacchia | 3 – 0 (0-0; 1-0; 2-0) | Finlandia | Stadio Dinamo |

| Mosca 1º marzo 1957, ore 19:00 | Svezia | 10 – 0 (3-0; 2-0; 5-0) | Austria | Palazzo dello Sport |

| Mosca 1º marzo 1957, ore 21:00 | Germania Est | 9 – 2 (3-0; 2-1; 4-1) | Giappone | Palazzo dello Sport |

| Mosca 2 marzo 1957, ore 18:00 | Finlandia | 9 – 2 (4-2; 4-0; 1-0) | Austria | Palazzo dello Sport |

| Mosca 2 marzo 1957, ore 21:00 | Svezia | 18 – 0 (5-0; 5-0; 8-0) | Giappone | Stadio Dinamo |

| Mosca 2 marzo 1957, ore 21:00 | Germania Est | 6 – 2 (2-1; 3-1; 1-1) | Polonia | Palazzo dello Sport |

| Mosca 2 marzo 1957, ore 21:00 | Cecoslovacchia | 2 – 2 (0-0; 1-1; 1-1) | Unione Sovietica | Stadio Centrale Lenin |

| Mosca 3 marzo 1957, ore 13:00 | Polonia | 5 – 1 (3-0; 1-1; 1-0) | Austria | Palazzo dello Sport |

| Mosca 4 marzo 1957, ore 17:00 | Svezia | 9 – 3 (2-1; 3-1; 4-1) | Finlandia | Palazzo dello Sport |

| Mosca 4 marzo 1957, ore 19:00 | Cecoslovacchia | 25 – 1 (11-0; 7-0; 7-1) | Giappone | Palazzo dello Sport |

| Mosca 4 marzo 1957, ore 19:00 | Unione Sovietica | 12 – 0 (1-0; 5-0; 6-0) | Germania Est | Stadio Dinamo |

| Mosca 5 marzo 1957, ore 12:00 | Germania Est | 3 – 1 (0-1; 1-0; 2-0) | Austria | Palazzo dello Sport |

| Mosca 5 marzo 1957, ore 14:00 | Cecoslovacchia | 12 – 3 (3-1; 6-1; 3-1) | Polonia | Palazzo dello Sport |

| Mosca 5 marzo 1957, ore 14:00 | Finlandia | 5 – 2 (0-1; 3-1; 2-0) | Giappone | Stadio Dinamo |

| Mosca 5 marzo 1957, ore 19:00 | Unione Sovietica | 4 – 4 (0-2; 4-0; 0-2) | Svezia | Stadio Centrale Lenin |

| Pos. |                  | PG | V | N | P | GF | GS | DR  | Pt |
| 1.   | Svezia           | 7  | 6 | 1 | 0 | 62 | 11 | +51 | 13 |
| 2.   | Unione Sovietica | 7  | 5 | 2 | 0 | 77 | 9  | +68 | 12 |
| 3.   | Cecoslovacchia   | 7  | 5 | 1 | 1 | 66 | 9  | +57 | 11 |
| 4.   | Finlandia        | 7  | 4 | 0 | 3 | 28 | 33 | -5  | 8  |
| 5.   | Germania Est     | 7  | 3 | 0 | 4 | 23 | 48 | -25 | 6  |
| 6.   | Polonia          | 7  | 2 | 0 | 5 | 25 | 45 | -20 | 4  |
| 7.   | Austria          | 7  | 0 | 1 | 6 | 8  | 61 | -53 | 1  |
| 8.   | Giappone         | 7  | 0 | 1 | 6 | 11 | 84 | -73 | 1  |

## Graduatoria finale
| Pos | Squadra          |
| --- | ---------------- |
|     | Svezia           |
|     | Unione Sovietica |
|     | Cecoslovacchia   |
| 4   | Finlandia        |
| 5   | Germania Est     |
| 6   | Polonia          |
| 7   | Austria          |
| 8   | Giappone         |

| Campione del mondo di hockey su ghiaccio 1957 |
| Svezia 2º titolo                              |

| Pos | Squadra          | Formazione |
| --- | ---------------- | --- |
|     | Svezia           | Valter Åhlén, Anders Andersson, Lars Björn, Sigurd Bröms, Yngve Casslind, Hans Eriksson, Thord Flodqvist, Sven Johansson, Vilgot Larsson, Ehrling Lindström, Lars-Eric Lundvall, Eilert Määttä, Nisse Nilsson, Hans Öberg, Ronald Pettersson, Roland Stoltz, Hans Svedberg                                        |
|     | Unione Sovietica | Nikolaj Pučkov, Evgenij Ërkin, Nikolaj Sologubov, Ivan Tregubov, Pavel Žiburtovič, Genrich Sidorenko, Aleksandr Uvarov, Vladimir Grebennikov, Vitalij Kostarev, Jurij Pantjuchov, Aleksej Guryšev, Nikolaj Chlistov, Konstantin Loktev, Veniamin Aleksandrov, Aleksandr Čerepanov, Vsevolod Bobrov, Evgenij Babič |
|     | Cecoslovacchia   | Stanislav Bacílek, Slavomír Bartoň, Ladislav Grabovský, Karel Gut, Jan Kasper, Jiří Kulíček, Václav Pantůček, Miloslav Pokorný, Bohumil Prošek, Miroslav Šašek, Karel Straka, Stanislav Sventek, František Tikal, František Vaněk, Václav Vilém, Miloslav Vinš, Miroslav Vlach                                    |

### Riconoscimenti
Riconoscimenti individuali
| Premio             | Giocatore         |
| ------------------ | ----------------- |
| Miglior portiere   | Karel Straka      |
| Miglior difensore  | Nikolaj Sologubov |
| Miglior attaccante | Sven Johansson    |

## Campionato europeo

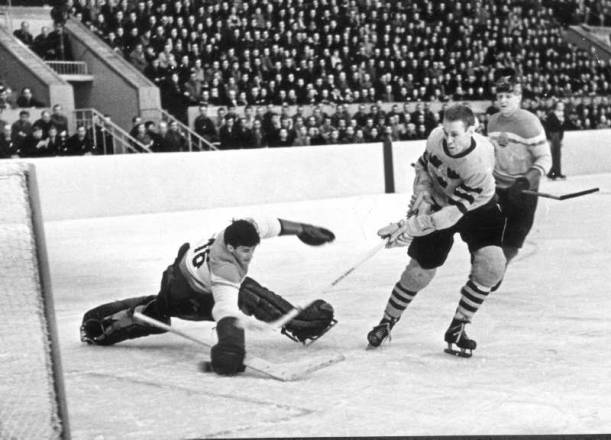
Immagine di Svezia contro Germania Est.

Il torneo fu valido anche per il 35º campionato europeo e venne utilizzata la graduatoria finale del campionato mondiale per determinare le posizioni del torneo continentale; la vittoria andò per l'ottava volta alla Svezia, vincitrice del mondiale.
| Pos | Squadra          |
| --- | ---------------- |
|     | Svezia           |
|     | Unione Sovietica |
|     | Cecoslovacchia   |
| 4   | Finlandia        |
| 5   | Germania Est     |
| 6   | Polonia          |
| 7   | Austria          |